# Coingt
Coingt is een gemeente in het Franse departement Aisne (regio Hauts-de-France) en telt 78 inwoners (2009). De plaats maakt deel uit van het arrondissement Vervins.

## Geografie
De oppervlakte van Coingt bedraagt 7,5 km², de bevolkingsdichtheid is dus 10,4 inwoners per km².

## Demografie
Onderstaande figuur toont het verloop van het inwonertal (bron: INSEE-tellingen).
Vanwege een beveiligingsprobleem met de MediaWiki Graph-software is het momenteel niet mogelijk deze grafiek weer te geven. Zodra de software is bijgewerkt zal de grafiek vanzelf weer zichtbaar worden.